# Dusona luteipes
Dusona luteipes là một loài tò vò trong họ Ichneumonidae.